# Балнеариу-Ринкан
Балнеариу-Ринкан (порт. Balneário Rincão)  —  муниципалитет в Бразилии, входит в штат Санта-Катарина. Составная часть мезорегиона Юг штата Санта-Катарина. Находится в составе крупной городской агломерации Агломерация Карбонифера. Входит в экономико-статистический  микрорегион Крисиума. Население составляет 15981 человек на 2022 год год. Занимает площадь 64,6 км². Плотность населения — 197,4 чел./км². В летнее время население достигает 200 тыс. человек за счёт отдыхающих из Кирусимы и окрестностей.

## История
Балнеариу-Ринкан изначально был создан как район муниципалитета Исара 15 июля 1999 года. Получил статус отдельного муниципалитета согласно закону № 12.668 от 3 октября 2003 года, на основании результатов референдума. Официально муниципалитет был учрежден 1 января 2013 года.

## Досуг

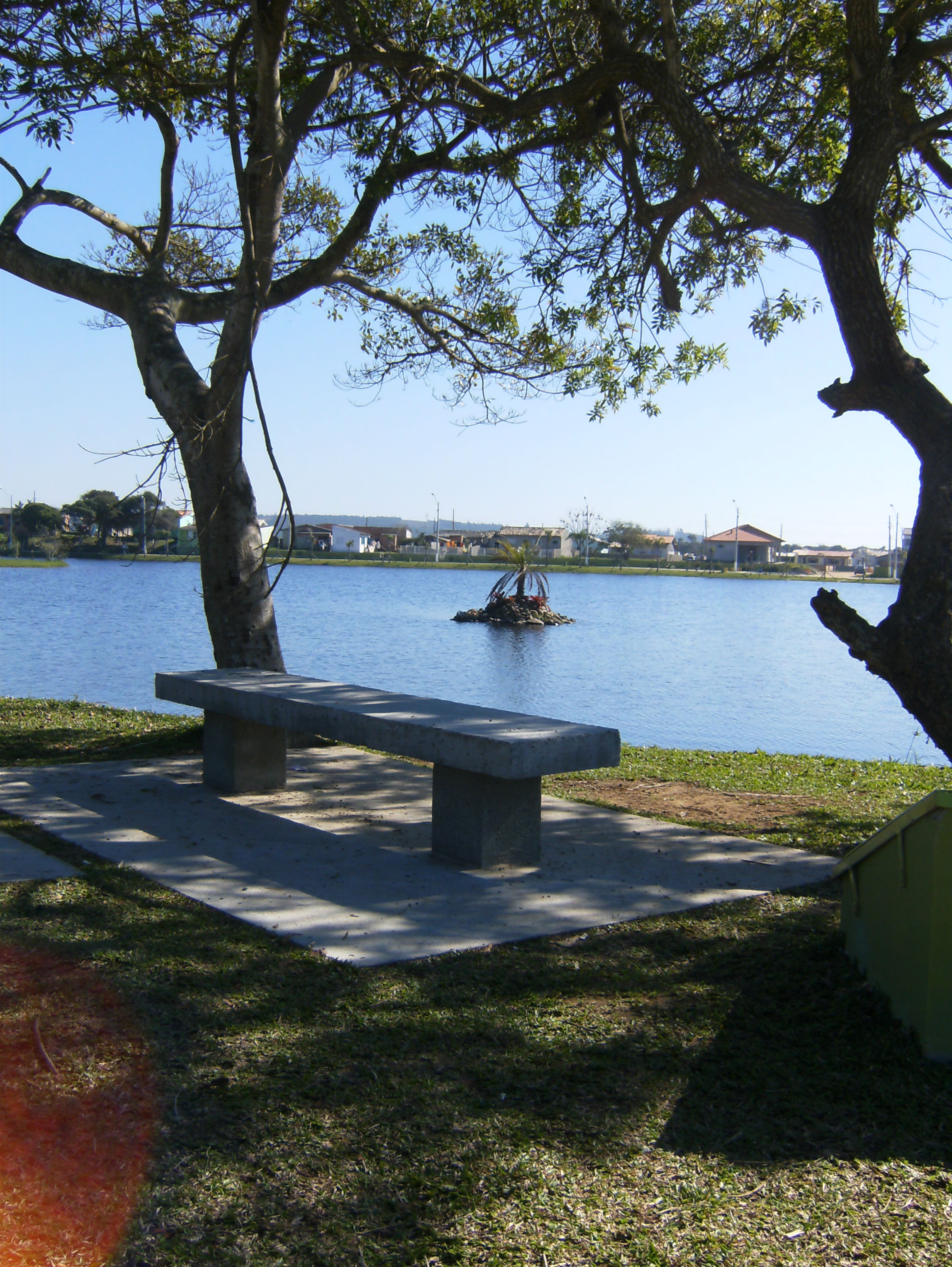
Вид на лагуну Жакаре

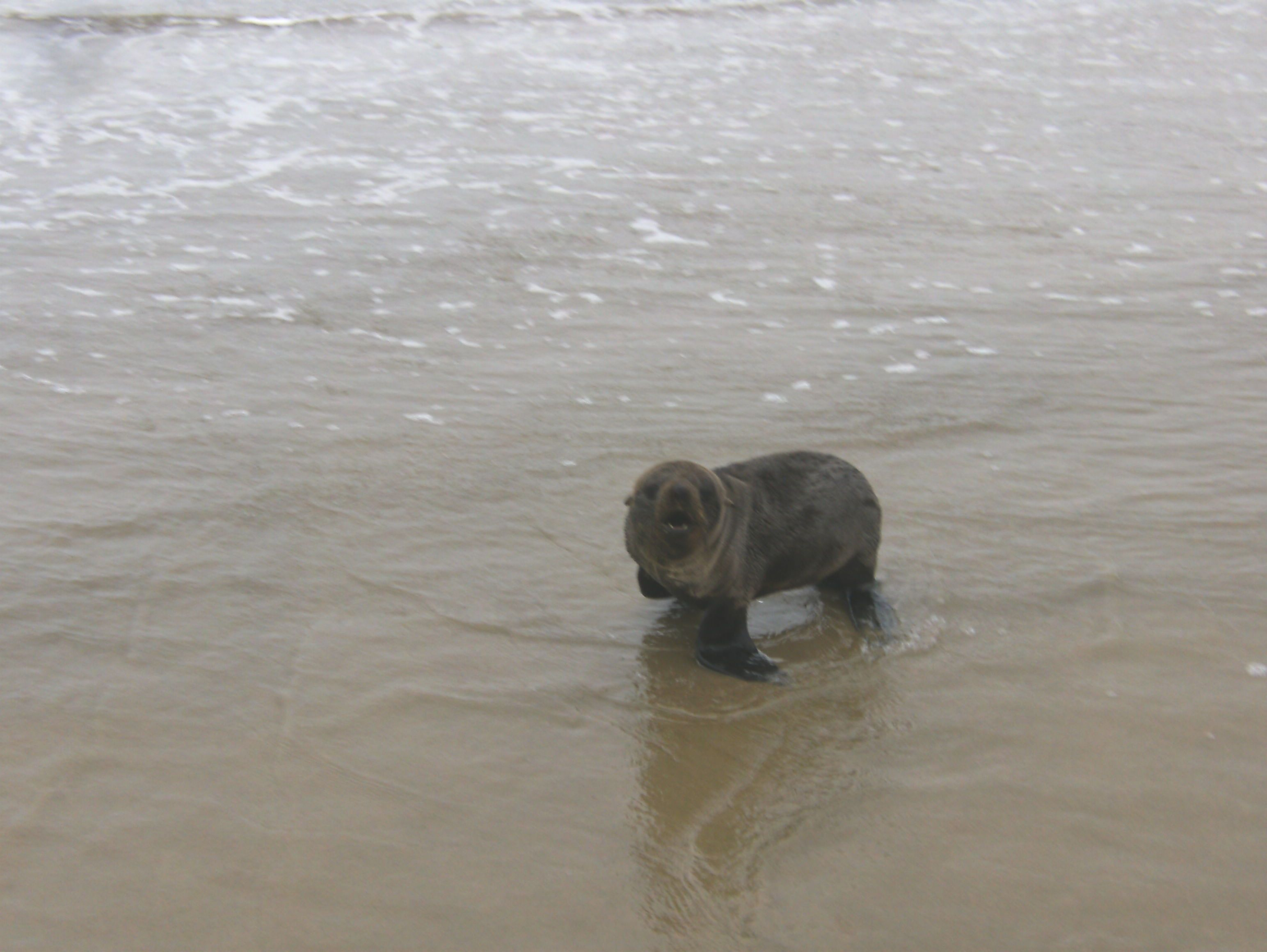
Детёныш морского котика на побережье

Балнеариу-Ринкан является развитым курортом, предлагая хорошую инфраструктуру и множество видов досуга. Береговая линия достигает 13 километров. Здесь организованы два оборудованных рыболовных пирса, шесть пресноводных лагун. В подходящий сезон условия на море благоприятны для сёрфинга. В городе проводится Праздник кефали в июне. Также работает Археологический музей Носа-Сеньора-дус-Навегантис, в коллекции которого — погребальные урны, глиняные орудия, стрелы, останки индейцев возрастом от 400 до 3000 лет и другие предметы, найденные при археологических раскопках в Исаре. В феврале муниципалитет отмечает праздник своей покровительницы, Носа-Сеньоры-дус-Навегантис.
Водонапорные башни, расположенные на улице Леоберту Леал и построенные в 1960-х годах "Cooperativa dos Amigos da Praia do Rincão", были заброшены в начале 1980-х и долгие годы находились в запустении. Однако в 2006 году муниципалитет восстановил это место, создав «Смотровую площадку у водонапорной башни», которая стала одной из визитных карточек местного пляжа. Помимо смотровой площадки, появилось и новое место притяжения для отдыхающих — лагуна Жакаре. Здесь созданы благоприятные условия для прогулок (но не для купания), катания на каяках и водных велосипедах.
Муниципальными властями вложены средства в развитие инфраструктуры города, особенно в зону прибрежной линии, что полностью изменило облик пляжа, сделав его более эстетичным и функциональным.
Таким образом, Балнеариу-Ринкан постепенно становится одним из главных курортов юга штата, привлекая всё больше туристов и сезонных отдыхающих, а также радуя местных жителей.

## Климат
| Климат в Балнеариу-Ринкан \| Месяц \| Январь \| Февраль \| Март \| Апрель \| Май \| Июнь \| Июль \| Август \| Сентябрь \| Октябрь \| Ноябрь \| Декабрь \| \| ------------------------------------- \| ------ \| ------- \| ---- \| ------ \| ---- \| ---- \| ---- \| ------ \| -------- \| ------- \| ------ \| ------- \| \| Максимальная средняя температура (°C) \| 28.6 \| 28.2 \| 27.3 \| 24.8 \| 22,6 \| 21.1 \| 20.7 \| 21 \| 21.7 \| 23.5 \| 25.3 \| 27 \| \| Средняя температура(°C) \| 23.9 \| 23.7 \| 22.6 \| 19.9 \| 17.5 \| 16 \| 15.2 \| 15.9 \| 17.3 \| 19 \| 20.6 \| 22.1 \| \| Минимальная средняя температура (°C) \| 19.2 \| 19.2 \| 18 \| 15 \| 12.4 \| 10.9 \| 9.8 \| 10.9 \| 12.9 \| 14.6 \| 15.9 \| 17.3 \| \| Осадки (мм) \| 149 \| 151 \| 129 \| 114 \| 85 \| 91 \| 81 \| 103 \| 129 \| 116 \| 99 \| 94 \| Источник: Climate.data.org |        |         |      |        |      |      |      |        |          |         |        |         |
| Месяц | Январь | Февраль | Март | Апрель | Май  | Июнь | Июль | Август | Сентябрь | Октябрь | Ноябрь | Декабрь |
| --- | ------ | ------- | ---- | ------ | ---- | ---- | ---- | ------ | -------- | ------- | ------ | ------- |
| Максимальная средняя температура (°C) | 28.6   | 28.2    | 27.3 | 24.8   | 22,6 | 21.1 | 20.7 | 21     | 21.7     | 23.5    | 25.3   | 27      |
| Средняя температура(°C) | 23.9   | 23.7    | 22.6 | 19.9   | 17.5 | 16   | 15.2 | 15.9   | 17.3     | 19      | 20.6   | 22.1    |
| Минимальная средняя температура (°C) | 19.2   | 19.2    | 18   | 15     | 12.4 | 10.9 | 9.8  | 10.9   | 12.9     | 14.6    | 15.9   | 17.3    |
| Осадки (мм) | 149    | 151     | 129  | 114    | 85   | 91   | 81   | 103    | 129      | 116     | 99     | 94      |

## Демография
По данным Бразильского института географии и статистики (IBGE), население муниципалитета составляло 12760 жителей на 2017 год.